# Kolomie, Slavuta
Kolomie (în ucraineană Колом'є) este un sat în comuna Polean din raionul Slavuta, regiunea Hmelnîțkîi, Ucraina.

## Demografie
Componența lingvistică a localității Kolomie
     Ucraineană (98,55%)
     Rusă (1,27%)
Conform recensământului din 2001, majoritatea populației localității Kolomie era vorbitoare de ucraineană (98,55%), existând în minoritate și vorbitori de rusă (1,27%).